# لینا بو بردی
 لینا بو بردی (انگلیسی: Lina Bo Bardi؛ ۵ دسامبر ۱۹۱۴ – ۲۰ مارس ۱۹۹۲) یک معمار اهل برزیل بود.